# Sveriges politik
Sveriges politik beskriver den politiske opbygning i Sverige. Sverige er et konstitutionelt monarki, og Carl 16. Gustav har siden 15. september 1973 været landets konge, men har i praksis ingen politisk rolle.

## Parlament
Det svenske parlament hedder Riksdagen og er bygget op med ét kammer med 349 medlemmer. Sveriges statsminister er Moderaternas leder, Ulf Kristersson, der i 2022 efterfulgte Socialdemokraternas leder, Magdalena Andersson.

### Parlamentsvalg
Der er valg til riksdagen hvert fjerde år – altid d. 3. søndag i september.
Det seneste valg var Riksdagsvalget i Sverige 2022 der blev afholdt den 11. september 2022.

## Politiske partier
De nuværende politiske partier i riksdagen er:
- Sveriges Socialdemokratiske Arbejderparti (SAP), socialdemokrati.
- Centerpartiet, centrum-højre.
- Moderaterne, liberal-konservative.
- Kristdemokraterna.
- Folkpartiet, liberalt højreorienteret.
- Miljöpartiet de Gröna, grøn ideologi, centrum-venstreorienteret.
- Venstrepartiet, socialistisk parti.
- Sverigedemokraterne, nationalkonservativt, højreorienteret.

Ved valget til Europa-Parlamentet har partier, der ikke har formået at komme over spærregrænsen til Riksdagen formået at opnå repræsentation. Det gælder Junilisten (2004-2009), Piratpartiet (2009-2014) og Feministiskt initiativ (2014-nuværende).

## Geopolitiske enheder
Sveriges primære geopolitiske inddeling foregår i län og herunder kommuner.